# BenRiach
BenRiach là nhà máy chưng cất rượu Scotch whisky đơn cất từ mạch nha tọa lạc tại khu vực Speyside, Scotland. Nó được điều hành độc lập bởi Công ty TNHH BenRiach Distillery - đơn vị được thành lập bởi hai đối tác người Nam Phi: Geoff Bell, Wayne Keiswetter và chuyên gia về Scotch whisky Billy Walker. Trong năm 2008, công ty mở rộng danh mục đầu tư của họ với việc mua lại Nhà máy chưng cất rượu Glendronach.

## Những giải thưởng của BenRiach

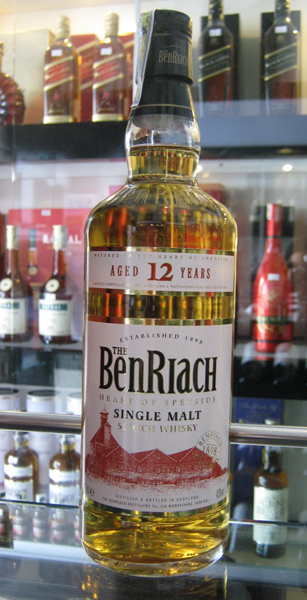
Một chai whisky Benriach 12 năm tuổi

- Nhà máy chưng cất của năm, Giải thưởng Malt Advocate Whisky 2007
- Giải thưởng quý hiếm nhất vùng Speyside (BenRiach Authenticus 21 năm tuổi), Giải thưởng Whisky toàn cầu do tạp chí Whisky tổ chức năm 2007
- Huy chương vàng (BenRiach 16 năm tuổi), Cuộc thi rượu vang và rượu mạnh quốc tế năm 2006
- Huy chương bạc (BenRiach Heart of Speyside, 12 tuổi, Curiositas và Authenticus), Cuộc thi rượu vang và rượu mạnh quốc tế năm 2006
- Giải thưởng Doanh nghiệp nhỏ hoạt động tốt nhất, dưới 25 nhân viên, Giải thưởng Doanh nghiệp Scotland năm 2006
- Giải thưởng kinh doanh quốc tế tốt nhất, Giải thưởng Doanh nghiệp Scotland năm 2005

## Lịch sử
Nhà máy chưng cất rượu BenRiach được thành lập bởi gia đình Grant vào năm 1898 bên cạnh Nhà máy chưng cất rượu Longmorn. Ngay sau đó, nhà máy chưng cất dừng hoạt động vào năm 1900 do sự sụp đổ của một người mua Scotch Whisky lớn, buộc nhiều nhà máy chưng cất rượu Scotch whisky phải đóng cửa. BenRiach vẫn đóng cửa cho đến năm 1965, khi mà nó được mở cửa trở lại bởi Công ty TNHH Glenlivet Distiller. Năm 1978 Nhà máy chưng cất đổi chủ là Seagrams. Seagrams trở thành một bộ phận của Pernod Ricard trong năm 2001 và nhà máy chưng cất BenRiach bắt đầu hoạt động cho ba tháng mỗi năm. Năm 2004, nhà máy chưng cất được mua lại bởi một tập đoàn độc lập, Công ty TNHH BenRiach Distillery, cam kết chia sẻ mạch dòng rượu đơn cất từ mạch nha chất lượng cao ít được biết đến trở nên phổ biến hơn.